# Isidro de Robles
Isidro o Isidoro de Robles, mercader de libros español del Siglo de Oro. Sus publicaciones son reediciones de obras de otros autores.
Era natural de Madrid, donde vivió y tuvo tienda de libros en la Calle de Toledo, junto a la portería del monasterio de la Concepción Jerónima (que ya no existe pero dio su nombre a la actual calle). Si bien al principio se creyó que escribió novelas cortesanas, como por ejemplo Los dos soles de Toledo, escrita sin letra A y La peregrina ermitaña, escrita sin la letra O, estas novelas en realidad ya habían sido publicadas antes por su verdadero autor, el escritor lisboeta Alonso de Alcalá y Herrera (1599-1662), con el título que también tomó prestado Robles para su volumen (1666) de Varios effetos de amor en cinco novelas exemplares (1641). En cada una de estas cinco novelas cortesanas omitió una vocal: la A (Los dos soles de Toledo), la E (La carroza con las damas), la I (La perla de Portugal), la O (La peregrina eremita) y la U (La serrana de Sintra). Isidro de Robles reprodujo estas novelas, junto con otras de otros autores, sin indicar los nombres y bajo el título Varios efectos de amor en once novelas ejemplares, nuevas, nunca vistas ni impresas [...] por diferentes autores, los mejores ingenios de España, en un volumen que imprimió con José Fernández de Buendía en 1666. Además de las novelas lipogramáticas de Alcalá y Herrera, el volumen contiene "No hay con el amor venganza", Alonso de Castillo Solórzano, "Los amantes sin fortuna", reelaboración de "La desdicha por la honra" de Lope de Vega, "El pícaro amante y escarmiento de mujeres", de José Camerino, "La desdicha en la constancia", de Miguel Moreno, "Constante mujer, y pobre", que no parece publicada anteriormente, y "Los tres maridos burlados", de Tirso de Molina. El volumen se volvió a publicar en 1692 y otras cuatro veces en Madrid y Barcelona, en 1709 (dos ediciones), 1729 y 1760. Además la novela de Los tres maridos burlados fue objeto de al menos una edición independiente (Sevilla, José Antonio de Hermosilla) en la que se atribuye a Robles.
En 1794, la Imprenta Real de Madrid publicó un volumen titulado Coleccion de novelas escogidas compuestas por los mejores ingenios españoles; tomo primero que contiene "Los tres maridos burlados"; "No hay con el amor venganza"; "Los dos soles de Toledo : escrita sin la letra A"; "La peregrina ermitaña: escrita sin la letra O", bajo el nombre de Isidro de Robles, p. 5-78, 79-160, 161-212 y 213-288 respectivamente; y "Los contrapesos de un gusto" y "Los vandoleros de amor" de Luis de Guevara, p. 289-350 y 351-416, respectivamente, que son dos novelas que se habían publicado junto con otras seis del mismo autor en un volumen titulado Intercadencias de la calentura de amor. Sucessos ya tragicos y lamentables, ya dichosos y bien logrados (Barcelona, José Llopis, 1685).
Robles también publicó una recopilación de obras teatrales religiosas, que tituló Nauidad y Corpus Christi, festejados por los mejores ingenios de España en diez y seis autos a lo divino, diez y seis loas y diez y seis entremeses : representados en esta corte, y nunca hasta aora impressos / recogidos por Isidro de Robles, natural de Madrid ; dedicados al señor ... Garcia de Velasco, vicario de la ... villa de Madrid, impresas siempre con Fernández de Buendía en 1664. Contiene obras de Calderón, Lope, Francisco de Rojas , Mira de Amescua, Luis Vélez de Guevara, Luis Quiñones de Benavente, Agustín Moreto, Felipe Godínez, Juan Pérez de Montalbán, José de Valdivieso, Tirso de Molina, Antonio Coello... No se conocen otros volúmenes en los que aparezca como autor o editor, por lo que cabe imaginar que su actividad fundamental fue la de simple librero.
Isidro de Robles no se limitaba a copiar las obras de otros autores, sino que también las modificaba, por ejemplo, omitiendo frases o párrafos o reescribiendo el final.  
Algunas de estas novelas se volvieron a publicar en otras colecciones, como la titulada Cinco novelas de apacible entretenimiento (Barcelona, Francisco Sánchez, 1840) o las Novelas antiguas de peregrinos ingenios españoles (Madrid, [s.n.] 1866), volumen que contiene sin indicación de autor, tres de las cinco novelas sin vocales de Alcalá y Herrera: "Los dos soles de Toledo", p.3-28, "La peregrina ermitaña", p.47-85 y "La serrana de Cintia [sic]", p.87-116, junto con "El celoso hasta morir", p.29-46, de Castillo Solórzano, publicada originalmente en sus Noches de plazer (Barcelona, Sebastián de Cormellas, 1631).